# Фанатик (фильм, 2001)
«Фанатик» (англ. The Believer) — драма режиссёра Генри Бина о 22-летнем неонацисте Дэнни Балинте, в детстве обучавшемся в еврейской школе. Премьера фильма состоялась 19 января, в России — 23 августа 2001 года.

## Сюжет
Обучавшийся в еврейской школе еврейский мальчик Дэнни Бэлинт хотел в будущем стать раввином, но желание познания доводит его до отчуждения от тех идеалов, что ему прививались. В 22 года Дэнни становится НС-скинхедом и желает двигаться вперёд по пути свержения евреев с высоких социальных позиций и должностей. Он примыкает к неонацистской группировке, которая использует ораторский талант Дэнни. Но в сознании героя вспыхивают воспоминания о проведённых уроках богословия, он встречает старых друзей, и его мировоззрение начинает меняться.
Сюжет фильма основан на истории Дэна Бурроса, члена Американской нацистской партии, который покончил с собой, после того, как журналист New York Times выяснил его еврейское происхождение.

## В ролях
| Актёр             | Роль         |
| ----------------- | ------------ |
| Райан Гослинг     | Дэнни Балинт |
| Саммер Феникс     | Карла Мёбиус |
| Тереза Рассел     | Лина Мёбиус  |
| Билли Зейн        | Кёртис Зампф |
| Гленн Фицджеральд | Дрейк        |
| Гаррет Диллахант  | Биллингс     |
| Крис Эйверс       | Карлтон      |
| Джоэл Гарланд     | О.Л.         |
| Джошуа Харто      | Кайл         |
| Томми Нохилли     | Уит          |
| Чак Ардеццоне     | Чак          |

## Награды и номинации
- 2001 — две награды XXIII Московского кинофестиваля: приз «Золотой Святой Георгий» за лучший фильм и Приз Федерации киноклубов России
- 2001 — главный приз (Grand Jury Prize) на кинофестивале Санденс
- 2001 — номинация на премию «Международный экран» Европейской киноакадемии
- 2002 — 4 номинации на премию «Независимый дух»: за лучший дебютный фильм (Генри Бин), лучший сценарий (Генри Бин), лучшую мужскую роль (Райан Гослинг), лучшую женскую роль второго плана (Саммер Феникс)